# ATC code D05
ATC code D05 ضدپسوریازیس‌ها زیرگروهی درمانی از سیستم طبقه‌بندی شیمیایی درمانی آناتومیک است. این سیستمِ متشکل از کدهای حرفی‌عددی را سازمان جهانی بهداشت برای طبقه‌بندی داروها و سایر تولیدات پزشکی ایجاد کرده است. زیرگروه D05 جزوی از گروه آناتومیک D مرتبط به پوست و ضمائم است.

کدهای مورد استفاده در دامپزشکی (کدهای ATCvet) را می‌توان با گذاشتن حرف Q جلو کدهای انسانی ATC ایجاد کرد: مثلاً QD05. 
ممکن است نسخه‌های ملی از طبقه‌بندی ATC حاوی کدهای اضافه‌ای باشند که در این فهرست (نسخهٔ سازمان جهانی بهداشت) نیامده باشند.
In ATCvet, this subgroup is named "QD05 Drugs for keratoseborrheic disorders".

## D05A Antipsoriatics for topical use
In ATCvet, this subgroup is named "QD05A Drugs for keratoseborrheic disorders, topical use".

### D05ACآنتراسنderivatives
D05AC01 دیترانول
D05AC51 Dithranol, combinations

### D05ADپسورالنs for topical use
D05AD01 تریوکس سالن
D05AD02 متوکسالن

### D05AX Other antipsoriatics for topical use
In ATCvet, this subgroup is named "QD05AX Other drugs for keratoseborrheic disorders for topical use".
D05AX01 فوماریک اسید
D05AX02 کلسیپوتریول
D05AX03 کلسیتریول
D05AX04 تاکالسیتول
D05AX05 تازاروتین
D05AX52 Calcipotriol, combinations

## D05B Antipsoriatics for systemic use
In ATCvet, this subgroup is named "QD05B Drugs for keratoseborrheic disorders, systemic use".

### D05BA Psoralens for systemic use
D05BA01 تریوکس سالن
D05BA02 متوکسالن
D05BA03 برگاپتن

### D05BBرتینوئیدs for treatment ofپسوریازیس
D05BB01 اترتینات
D05BB02 اسیترتین

### D05BX Other antipsoriatics for systemic use
In ATCvet, this subgroup is named "QD05BX Other drugs for keratoseborrheic disorders for systemic use".
D05BX51 فوماریک اسید derivatives, combinations